# نعمت الحاموش
نعمت الحاموش هي كاتبة وقاصَّة لبنانية صدرت لها عددٌ من الروايات والمجموعات القصصيّة عن الدار العربية للعلوم ناشرون لعلَّ أبرزها روايةُ «ألرجل والوحش» والتي تحدثت فيها نعمت عن عددٍ من القضايا بما في ذلك الكتابة، الرجال، النساء والعلاقة بين الثلاثة، كما صدرت لها «خواطر جرح» وهي مجموعة قصصيّة ضمَّت عددًا من قصائد وأشعار الكاتبة اللبنانيّة فضلًا عن رواية «مرساة في رمال» التي صدرت عن نفس الدار: الدار العربيّة للعلوم ناشرون، أما أشهر أعمالها فكانت روايةُ «ملاكي» التي صدرت عام 2019 في نحو 125 صفحة.

## المسيرة المهنيّة
صدر للكاتبة والروائيّة نعمت الحاموش عددٌ من الكتب والروايات لعلَّ أبرزها روايةُ «ألرجل والوحش» الرجل والوحوش عن الدار العربية للعلوم ناشرون والتي نُشرت في وقتٍ ما من عام 2014 في 189 صفحة. وضعت نعمت في هذه الرواية الكتابة في مواجهة مع الحياة كما حاولت أن تستعيد للمرأة مكانتها، وأن تروّض الرجل بواسطة الكتابة كما تقول. كتبت نعمت الحاموس هذه الرواية بنوعٍ من التداخل ما بين بين الرؤى الشعرية والقيم الحكائية للحديثِ عن عددٍ من المواضيع بما في ذلك الحب والحياة وشخوص من واقع الحياة. اختصرت الحاموش تاريخ النساء في هذه المنطقة من الشرق وحاولت تقول الأشياء كما هي كما ذكرت في حوار صحفيّ لاحق. حكت نعمت في هذه الرواية عن المرأة في كل زمان ومكان وبالتحديد عن علاقتها مع الرجل. كتبت نعمت في المقدمة التي تتصدر الرواية تُجيب عن عددٍ من الأسئلة حول المرأة وأسئلة أخرى شغلت السرد العربي.
حمل ثاني أعمال الكاتبة عنوان «خواطر جرح» وهو الكتاب الذي صدر عن الدار العربية للعلوم ناشرون أيضًا عام 2016 في نحو 136 صفحة. اعتُبر هذا الكتاب مجموعة قصصيّة حيت ضمّتهُ نعمت بعددٍ من القصائد والأشعار التي كانت قد كتبتها من قبل وبعضها لم يسبق وأن نُشر. واصلت نعمت شراكتها مع نفس الدار فنشرت في عام 2017 ثالث أعمالها الروائيّة المنشورة بعنوان «مرساة في رمال» الذي صُنّف ضمن روايات الإثارة والمغامرات والذي جاء في نحو 174 صفحة فقط. قالت نعمت الحاموش عن روايتها مرساةٌ في رمال أنها قصة الخيبات الغربية، قصّة النّبض الفريد الّذي يسجن صاحبه في مكان معيّن ولحظة معيّنة، فيضعُ القيود في يديه ويبقيه حيث هو.
أشهر أعمال الكاتبة كانت روايةُ «ملاكي» التي صُنّفت هي الأخرى ضمن قسم روايات الإثارة والمغامرات وصدرت عن الدار العربية للعلوم ناشرون التي تعاملت معها نعمت في غالبيّة إصداراتها. صدر الكتاب عام 2019 في نحو 125 صفحة، الذي تناولت فيه قصّة بطل الرواية راجي الذي تركته كما تقول يسبح في ضوء حلمه، وصمت ملاكه، وحيرة سؤاله، حتى أصبح يرى الدنيا في عيني محبوبته التي أسماها «الغريبة» وهي أقرب إلى ذاته من ذاته كما وصفتهُ الحاموش في صفحات الرواية. حينما أيقن البطل أنَّ القصّة غريبة، قرر مجاراتها في الليل حلمًا وفي النهار على الورق، فكتب قصة حب لا تشبه غيرها. تقول نعمت أنّ ما ميَّز هذه الرواية هو مقدار البوح بمشاعر الرجل على عكس الروايات النسوية التي تركز على مشاعر الأنثى، فضلًا عن كونها أسست لنمط بناء تعبيري يستثمر إمكانات التداخل بين الفنون الأدبية وتوظيفها داخل النص الروائي مثل قصيدة النثر، كما أنها تعاملت بواقعية مع الخطاب الحلمي بارتكازها على بنية نصية ذات ملامح قائمة على المزج بين الواقع والحلم.

## قائمة أعمالها
هذه قائمةٌ بأبرز أعمال الكاتبة والشاعرة اللبنانيّة نعمت الحاموش:
- ألرجل والوحش
- خواطر جرح
- مرساة في رمال
- ملاكي